# Radio Luxembourg
Radiostationen Radio Luxembourg begyndte sine udsendelser på langbølgebåndet i 1933 fra Beidweiler på bølgelængden 1.282 meter (svarende til frekvensen 234 kHz).
I 1939 blev udsendelserne afbrudt af 2. verdenskrig, og under 2. verdenskrig blev stationen benyttet af Grossdeutscher Rundfunk til nazistiske propagandaudsendelser, og efter verdenskrigen nogle år af Voice of America.
Radiostationen blev først selvstændig igen i 1951.
Man sendte derefter på 208 meter/1439 kHz; senere 1440 kHz efter frekvensregulering efter "Copenhagen Conference of 1948"/"Copenhagen plan", på mellembølgebåndet fra Marnach, samt på kortbølge på 6090 kHz.
Nogle udsendelser blev optaget i England og udsendt fra Luxembourg, men de fleste udsendelser blev sendt direkte fra Luxembourg.
Radio Luxembourg var en af de første private radiostationer med reklamer i Europa og kunne modtages stort set overalt i Europa og dermed også i Danmark, men med svingende kvalitet pga. fading og forstyrrelser fra andre radiostationer. Fading skyldes ændringer i radioudbredelsen i troposfæren og ionosfæren.
Mange, der var unge i 1950-1980'erne, lyttede til Radio Luxembourg. Der blev sendt pop- og rockmusik, der især henvendte sig til de unge.
Den 29. december 1991 blev de engelske udsendelser fra Radio Luxembourg på 1440 kHz nedlagt. Herefter fortsatte de engelske udsendelserne på satellit og kortbølge 15.350 kHz frem til den 30. december 1992.
Radio Luxembourg blev i 2005 genoplivet som en 24 timers Classic Rock station, udsendt i Digital Radio Mondiale (DRM) standarden på kortbølge samt på internettet. Der blev kun sendt forudproducerede udsendelser, og disse udsendelser opnåede ingen succes. Efter nogle år blev disse udsendelser indstillede.
Frekvensen 1440 kHz blev også anvendt til tysksprogede udsendelser fra RTL i dagtimerne. I aftentimerne blev 1440 kHz - efter nedlæggelsen af de engelske udsendelser i 1991 - anvendt til retransmission af udsendelser fra China Radio International i fire timer (på tysk, fransk og engelsk) og én time med sydkoreanske KBS. Den stærke mellembølgesender i Marnach på 1440 kHz blev helt nedlagt i 2015.
Fra 2019 sender den danske radiostation Radio208 på 1440 kHz til primært Storkøbenhavn.